# Filippo Luna
Filippo Luna (Palermo, 11 agosto 1968) è un attore italiano.

## Biografia
Dopo gli studi di recitazione, danza e canto, si diploma nel 1992 presso la scuola di teatro dell'Istituto nazionale del dramma antico di Siracusa, diretta da Giusto Monaco. La sua attività inizia con  il teatro, con lavori come Edipo re, diretto da Giancarlo Sepe, L'agnello del povero di Franco Però e Antigone, diretto da Patrice Kerbradt.
Dopo aver interpretato Corifèo al Teatro greco di Siracusa ne Il ciclope, diretto da Giancarlo Sammartano, nel 2005 approda alla televisione con una piccola partecipazione alla serie televisiva Il commissario Montalbano, diretta da Alberto Sironi. Dal 2004 Filippo Luna ha collaborato con Vincenzo Pirrotta interpretando U Ciclopu, La sagra del signore della nave, Filottete e La ballata delle balate fino al 2008, anno in cui interpreta e dirige Le mille bolle blu scritto da Salvatore Rizzo. Lo spettacolo, che gli varrà il premio della critica teatrale nel 2010 per la sua interpretazione, è andato in scena al "Palermo Teatro Festival", nell'edizione del 2009 di Taormina Arte e alle Orestiadi di Gibellina. Nel 2013 debutta nel teatro danza con lo spettacolo Carmen Duo di Giovanna Velardi, dove recita nel ruolo di don Josè.
Nel 2006 debutta al cinema, scelto da Emanuele Crialese per il suo film Nuovomondo, nel ruolo di don Ercole, cui seguiranno altre collaborazioni con lo stesso Crialese e con autori come Andrea Porporati, Roberto Andò, Pasquale Scimeca e Sabina Guzzanti.
Nel 2012 viene scelto dal duo di registi siciliani, Fabio Grassadonia e Antonio Piazza, per il loro primo lungometraggio Salvo. Collabora con gli stessi autori nel 2016 nel film Sicilian Ghost Story, per dedicarsi alla preparazione dei giovani protagonisti.
Sul palcoscenico è nella La Fille du regiment, prodotto dal Teatro Massimo di Palermo e dal Teatro alla Scala di Milano, dove, per la regia di Filippo Crivelli, interpreta "en travesti" il ruolo della duchessa Krachentrorp.

## Filmografia

### Cinema
- Nuovomondo, regia di Emanuele Crialese (2006)
- Il dolce e l'amaro, regia di Andrea Porporati (2007)
- La matassa, regia di Ficarra e Picone e Giambattista Avellino (2009)
- Viola di mare, regia di Donatella Maiorca (2009)
- Terraferma, regia di Emanuele Crialese (2011)
- Convitto Falcone, regia di Pasquale Scimeca – cortometraggio (2012)
- Salvo, regia di Fabio Grassadonia e Antonio Piazza (2013)
- La trattativa, regia di Sabina Guzzanti (2014)
- Lo scambio, regia di Salvo Cuccia (2015)
- Sicilian Ghost Story, regia di Fabio Grassadonia e Antonio Piazza (2017)
- Una storia senza nome, regia di Roberto Andò (2018)
- Spaccaossa, regia di Vincenzo Pirrotta (2022)
- La stranezza, regia di Roberto Andò (2022)
- Iddu - L'ultimo padrino,  regia di Fabio Grassadonia e Antonio Piazza (2024)
- L'abbaglio, regia di Roberto Andò (2025)

### Televisione
- Il commissario Montalbano, regia di Alberto Sironi – serie TV, 1 episodio (2006)
- Squadra antimafia 2 - Palermo oggi – serie TV, 1 episodio (2010)
- Maltese - Il romanzo del Commissario, regia di Gianluca Maria Tavarelli – miniserie TV (2017)
- La mossa del cavallo - C'era una volta Vigata, regia di Gianluca Maria Tavarelli – film TV (2018)
- La mafia uccide solo d'estate – serie TV, 4 episodi (2018)
- Incastrati, regia di Ficarra e Picone – serie TV, 5 episodi (2022-2023)
- Solo per passione - Letizia Battaglia fotografa - film TV, regia di Roberto Andò (2022)
- Màkari – serie TV, 6 episodi (2022-2024)
- Circeo, regia di Andrea Molaioli – miniserie TV, 3 episodi (2022)
- L'arte della gioia, regia di Valeria Golino e Nicolangelo Gelormini – miniserie TV, 4 puntate (2024)

## Teatro
- You Know del Dio e del sesso, scritto e diretto da G. Lo Monaco (2014)
- Se Nummari, regia di Vincenzo Pirrotta (2014)
- Carmen Duo, regia di Filippo Luna e Giovanna Velardi (2014)
- Il rosario da Federico de Roberto, regia di Enrico Roccaforte e Clara Gebbia (2015)
- Paranza - Il miracolo, regia di Clara Gebbia ed Enrico Roccaforte (2016)
- È una tragedia è una commedia di Thomas Bernhard, regia di Roberto Andò (2017)
- La veglia, scritto e diretto da Rosario Palazzolo (2017)
- Ai quattro punti del mondo..., regia di A. Scuderi (2017)
- Pomice di fuoco, scritto e diretto da Vincenzo Pirrotta (2018)
- La tempesta di William Shakespeare, adattamento di Nadia Fusini, regia di Roberto Andò (2019)